# Мечеть

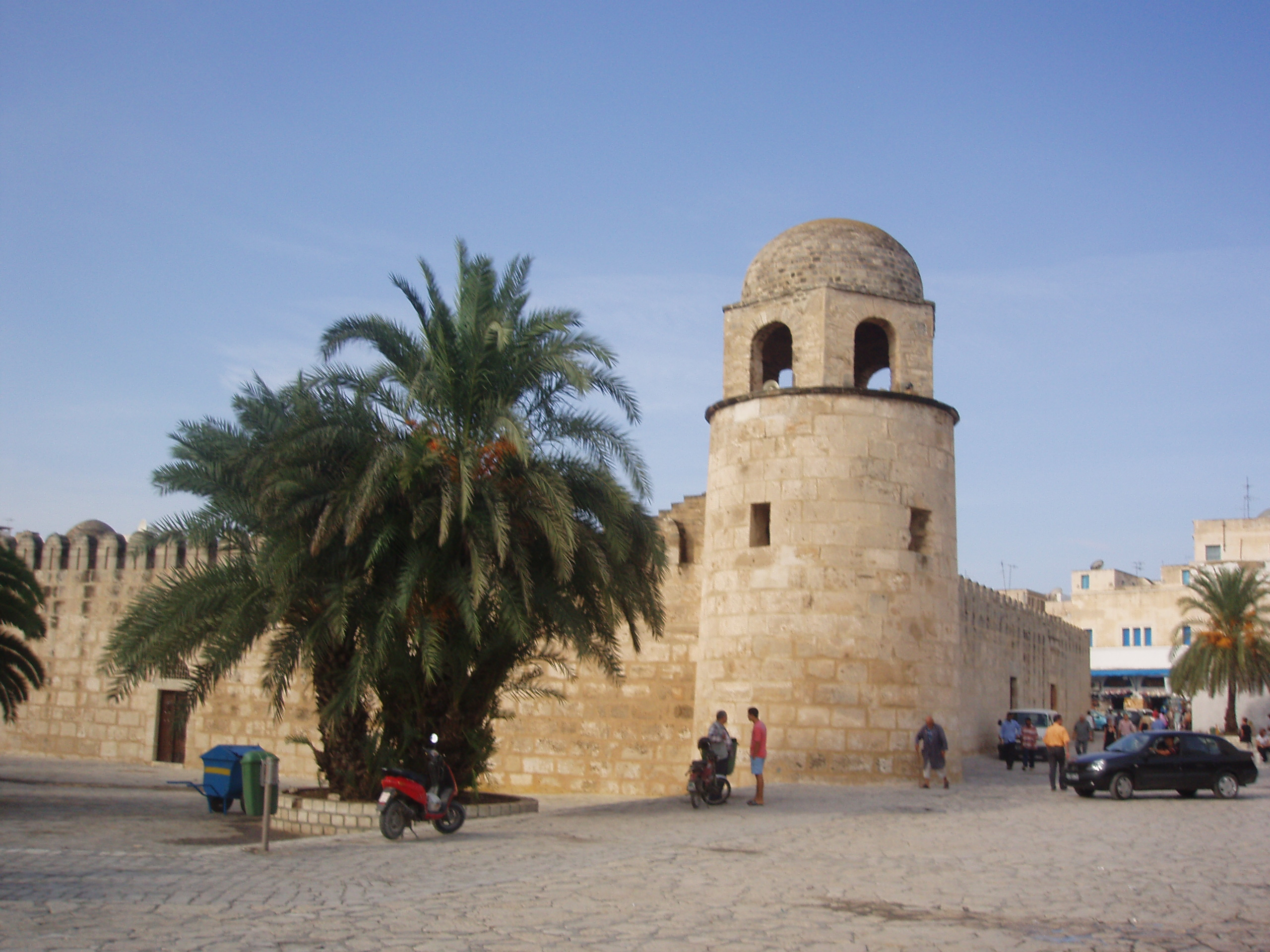
Велика Мечеть (Сус, Туніс)

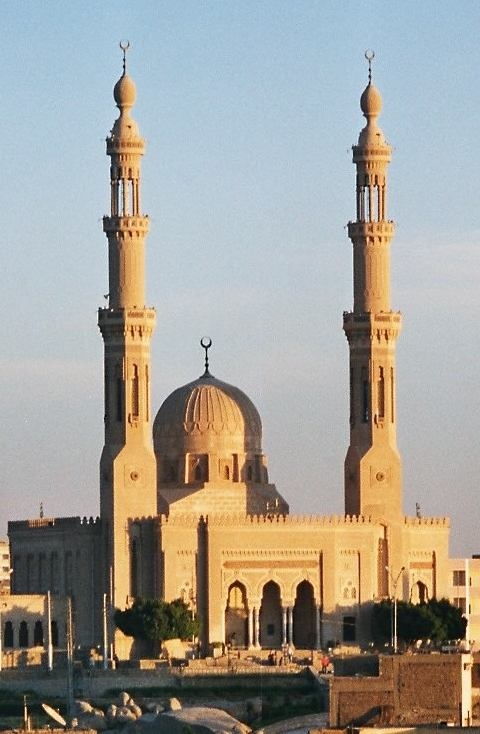
Мечеть Аль-Табія (Асуан, Єгипет)

Мече́ть (араб. مسجد — масджид) — місце для молитви і богослужіння, молитовний дім у мусульман, прихильників ісламського віровчення. 

## Походження назви
Назва «мечеть» є запозиченням з класичної староарабської мови, в якій воно має вигляд «масджид» і означає буквально «місце для поклоніння і молитви», утворене від дієслова «саджада» (поклонятися, бити поклони, падати ниц, молитися, служити Богу). Воно указує на місце, де вірянин може поклонитися богові під час молитви і не припускає нічого окрім ритуально чистого простору.
Мусалла — (від слова араб. «салят» — молитва) — особливий тип відкритих споруд, оточених стіною або що мають тільки одну стіну (у ісламі вона відзначає напрям убік Мекки) і розташованих зазвичай за межами міста.

## Особливості архітектури й типи

Мечеть «Ар-Рахма» у Києві.

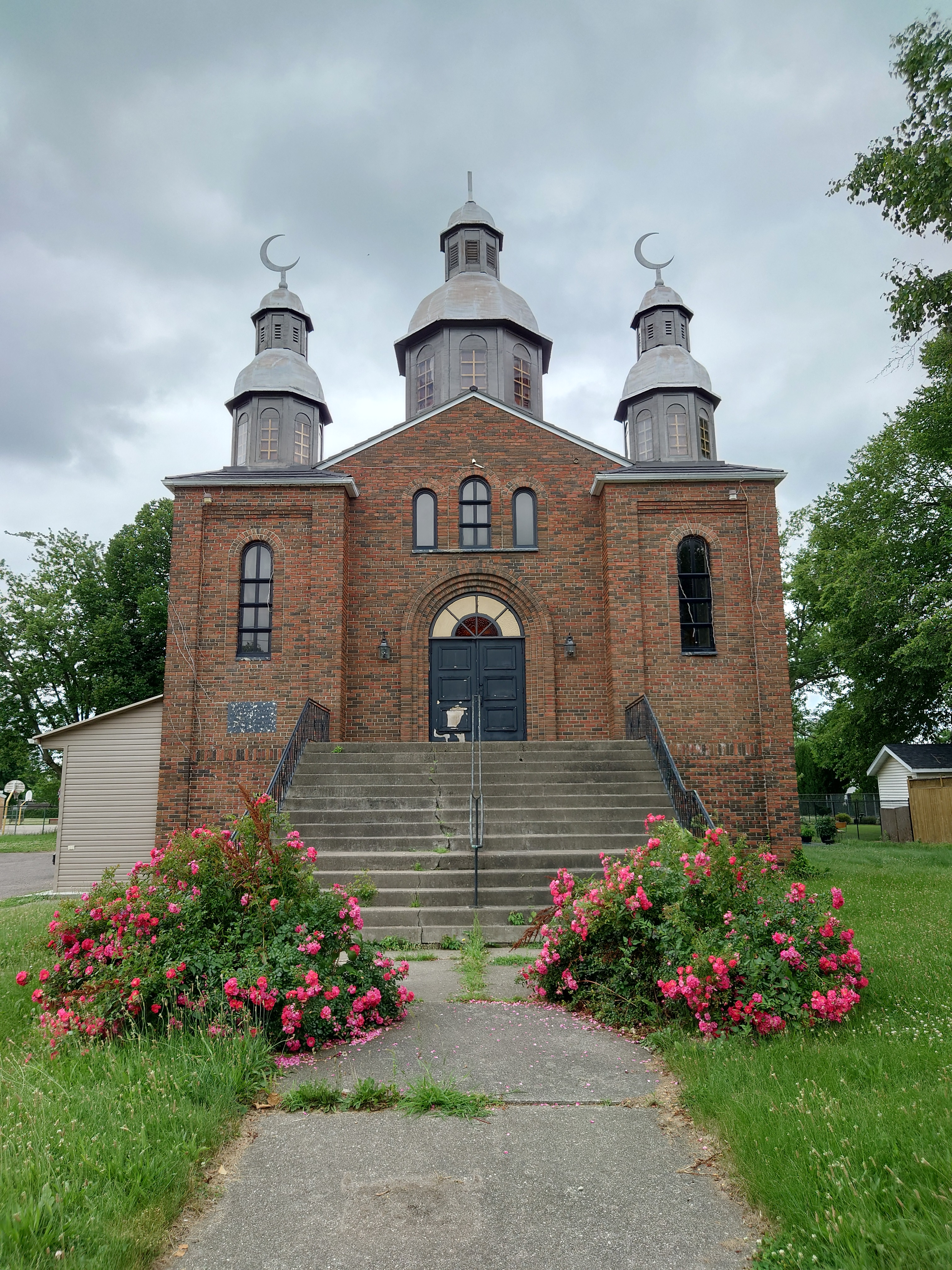
Колишня українська греко-католицька церква перетворена на мечеть, Онтаріо, Канада.

Мечеть є будівлею, що стоїть окремо, з куполом-гамбізом, іноді мечеть має внутрішній двір (Мечеть Аль-Харам). Флігелем до мечеті пристроюються вежі-мінарети числом від одного до дев'яти (число мінаретів повинне бути менше, ніж в мечеті Аль-Харам). Молитовний зал позбавлений зображень, але на стінах можуть бути написані рядки з Корану арабською. Стіна, звернена до Мекки, відмічена порожньою нішею, міхрабом. Праворуч від міхрабу розташована кафедра-мінбар, з якою проповідник імам читає свої проповіді віруючим в час п'ятничної молитви. При мечетях іноді працюють школи-медресе.
Під час поширення ісламу на нові землі, для потреб віруючих не лише будувались нові місця поклоніння але й пристосовувались вже існуючі, переважно християнські. Серед найвідоміших — храм Святої Софії в Константинополі (Стамбулі), а також мечеті Багдада. Власне ісламські місця поклоніння це прості і зручні споруди, в закладених на місці колишніх військових таборів нових містах, що наближаються формою і плану до будинку Пророка в Медині
Вже наприкінці VII століття встановилася відмінність залежно від призначення і функцій між:
- квартальна мечеть — невелика мечеть для індивідуальної молитви
- соборна мечеть — мечеть для колективної молитви, що здійснюється всією общиною опівдні п'ятниці.
- мусалла — загальноміська мечеть у вигляді відкритої площі (для богослужінь в свята Курбан-байрам та Ураза-байрам).

Соборна мечеть переживає розквіт в епоху Омеядів, коли її архітектурні форми і багатства декоративного оздоблення повинні були продемонструвати велич правителів і матеріальне благополуччя, процвітання мусульманської громади —  умми.
Паралельно з цим, прості або приватні масжід набувають великої різноманітності форм і часто мають районне (квартальне) значення — бука, виконують роль придворного святилища вбудованого в палац правителя, служать місцем щоденної індивідуальної молитви і проведення похоронів.
Слово «джамі» можна зустріти в назвах мечетей і топонімах, пов'язаних із ісламськими релігійними спорудами. У турецькій мові слово «джамі» (тур. cami) означає «мечеть». А в арабській мові (араб. jami) — означає «те, що збирає», «п'ятничний», «день зібрання», відповідно означає п'ятничну мечеть, соборну мечеть, головну мечеть у місті, й може вживатися як зі словом «мечеть» («масджід»), так і без нього.
У всіх мусульманських культових споруд є одна загальна риса — вони орієнтовані суто на Мекку, або, точніше, на Каабу, те місце, куди посилаються молитви. Цей напрям на Каабу називається кібла (дослівно «те, що знаходиться навпроти»). Від нього отримала свою назву і задня, звернена до Кааби, стіна будь-якої молитовної будівлі в ісламі, яка теж називається кібла. У найраніший період, коли мечетей ще не було і молитва проводилася на обкресленій на піску ділянці землі, кіблу визначали по тіні увіткненого в землю списа. Орієнтація на мекку утвердилась тоді, коли Мухаммед, після переїзду общини до Медини, оголосив язичницьке святилище — Каабу — і мусульманською святинею так само. Про це ясно мовиться в другій сурі Корану, такій, що належить до якнайдавніших мединских одкровень.

## Елементи мечеті
- кібла — («те, що знаходиться навпроти») напрям на Каабу, задня, звернена до Кааби, стіна мечеті;
- міхраб — орієнтована на Каабу священна ніша (плоска, умовна або увігнута), перекрита аркою, невеликим зведенням або конхою і вставлена в раму;
- аназа («стріла») — стіна, різьблена мармурова дошка або дерев'яна ніша поблизу від входу в мечеть, свого роду міхраб у дворі;
- мінбар — відмітна ознака соборної мечеті, кафедра, з якої імам (голова мусульманської общини) вимовляє п'ятничну проповідь, аналог амвона в ранньохристиянській і візантійській базиліці;
- максура — її поява була обумовлена присутністю в мечеті правителя або представників адміністративної влади. Це — квадратне в плані, відгороджене різьбленим дерев'яним або металевим простінком від основного простору приміщення в безпосередній близькості від міхрабу й мінбару;
- дікка — спеціальні платформи, стоячи на яких муедзини повторюють рухи імаму і тим самим направляють рухи віруючих;
- курсі — пюпітр для Корану

Необхідність здійснювати перед входом в мечеть ритуальні обмивання уду привела до появи спеціально призначених для цього зал, приміщень за межами мечеті або фонтанів у дворі, що мають назву — хаузи.

## Вимоги до відвідин мечеті
- Людина, яка входить до мечеті, повинна бути очищена від всякого бруду та нечистот
- Форма одягу в мечеті добропристойна, консервативна, необлягаюча з довгим рукавом, (довгі спідниці чи штани)
- Вхід до мечеті в прозорому, зухвалому одязі заборонений
- Шорти і спідниці не повинні бути вище колін
- Взуття необхідно знімати перед входом до мечеті
- Жінкам необхідно мати хустку для покриття голови (зазвичай вона дається відвідувачкам при вході)
- У більшість мечетей допускають тільки мусульман.
- Найкраще малолітніх «шумних» дітей залишати вдома

## Правила поведінки в мечеті
- Для безпеки і поваги віруючих, відвідувачі повинні знаходитися в дозволених для відвідування місцях мечеті і не допускати вільного ходіння
- На території мечеті заборонено куріння
- Відвідувачам не слід доторкатися до Корану (святої книги) та інших архітектурних елементів усередині основного молитовного залу
- Діти повинні бути під наглядом батьків

## Галерея

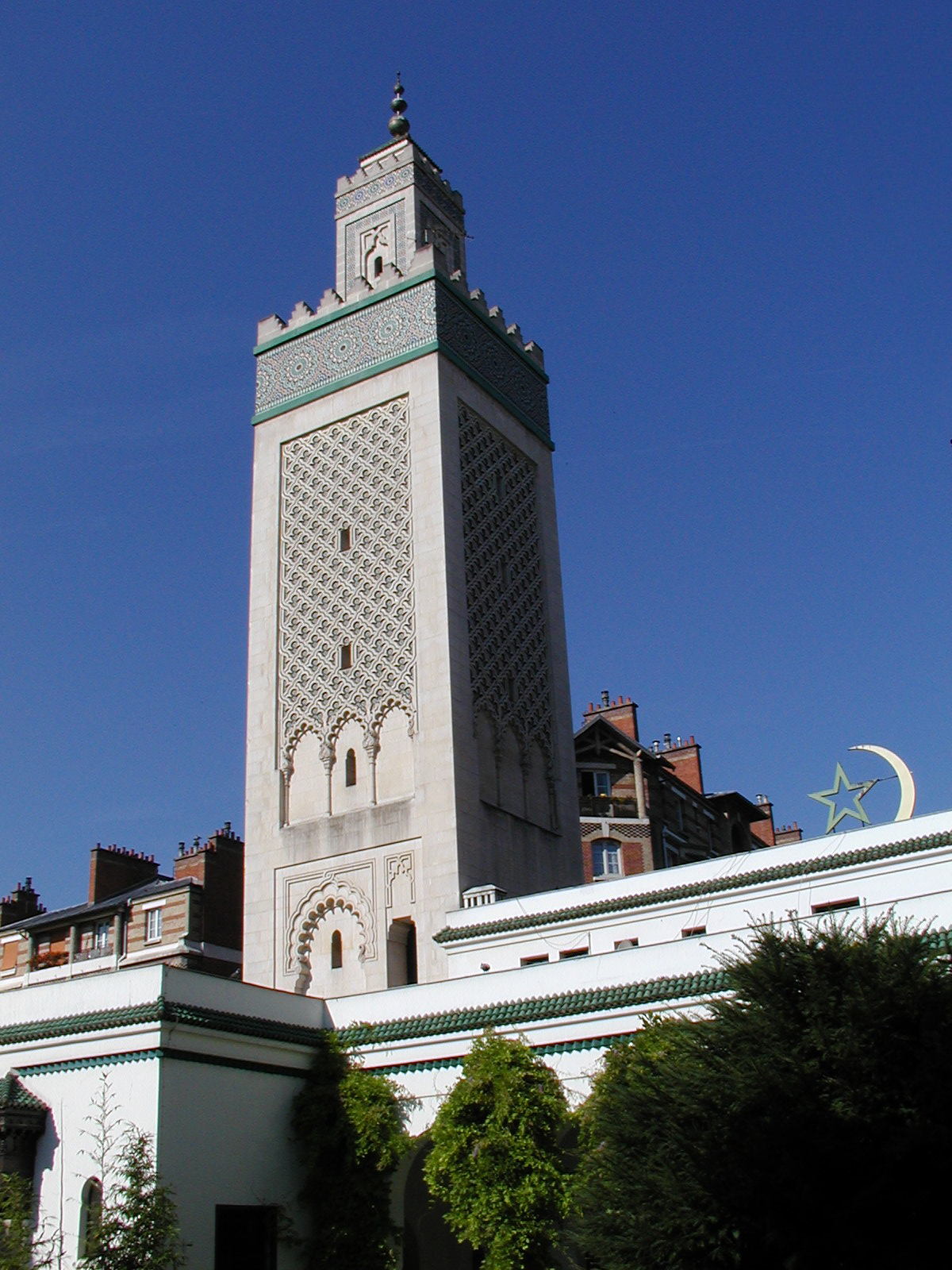
Велика соборна мечеть, Париж
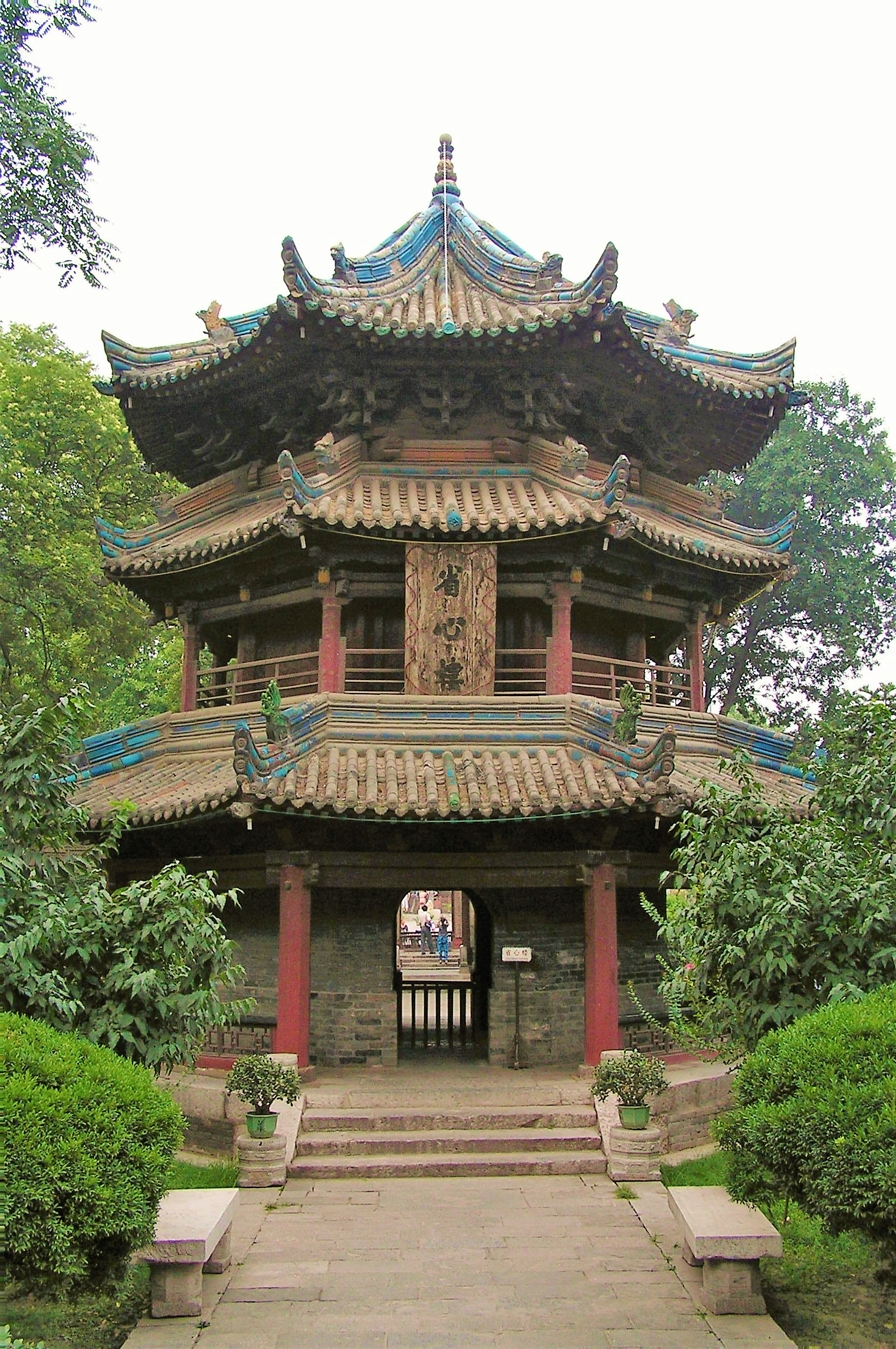
Сіаньська соборна мечеть, Китай
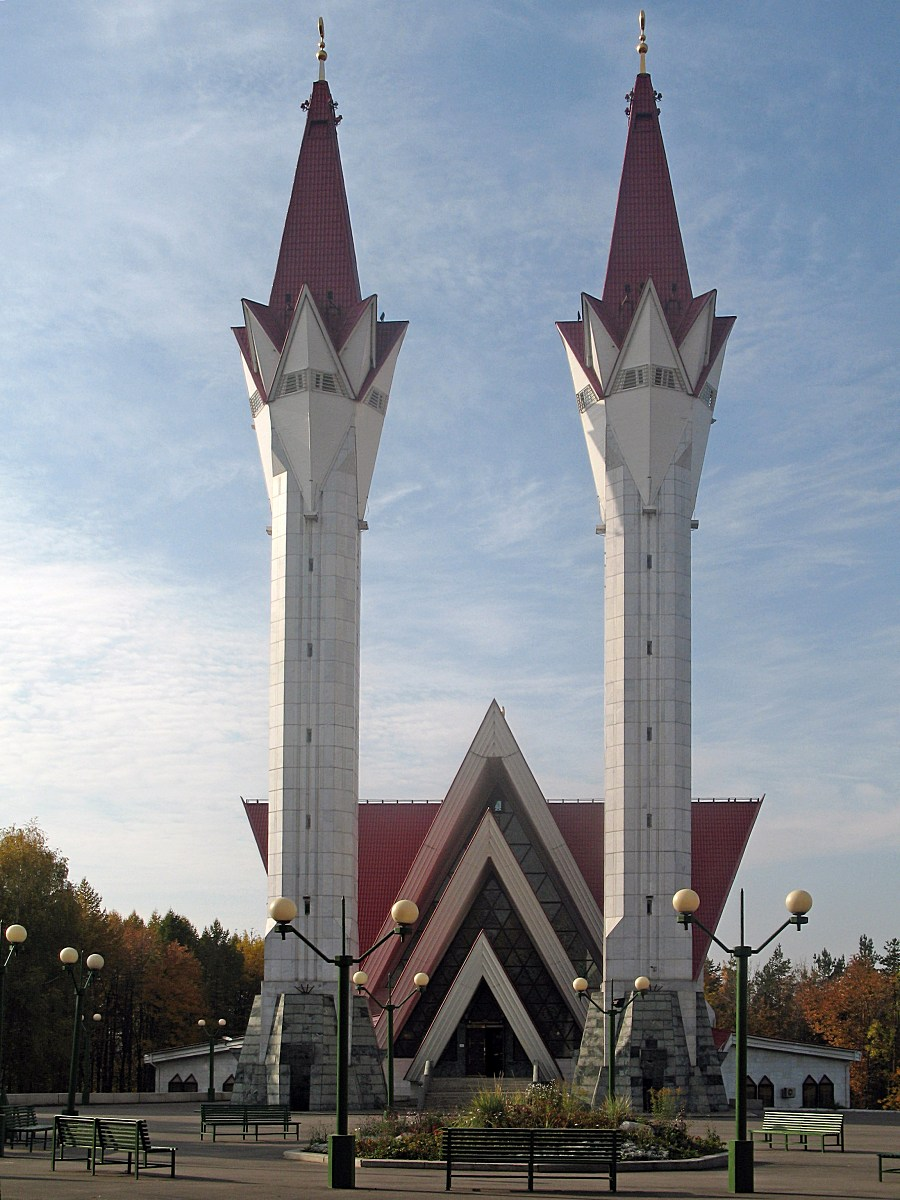
Мечеть «Ляля-Тюльпан»
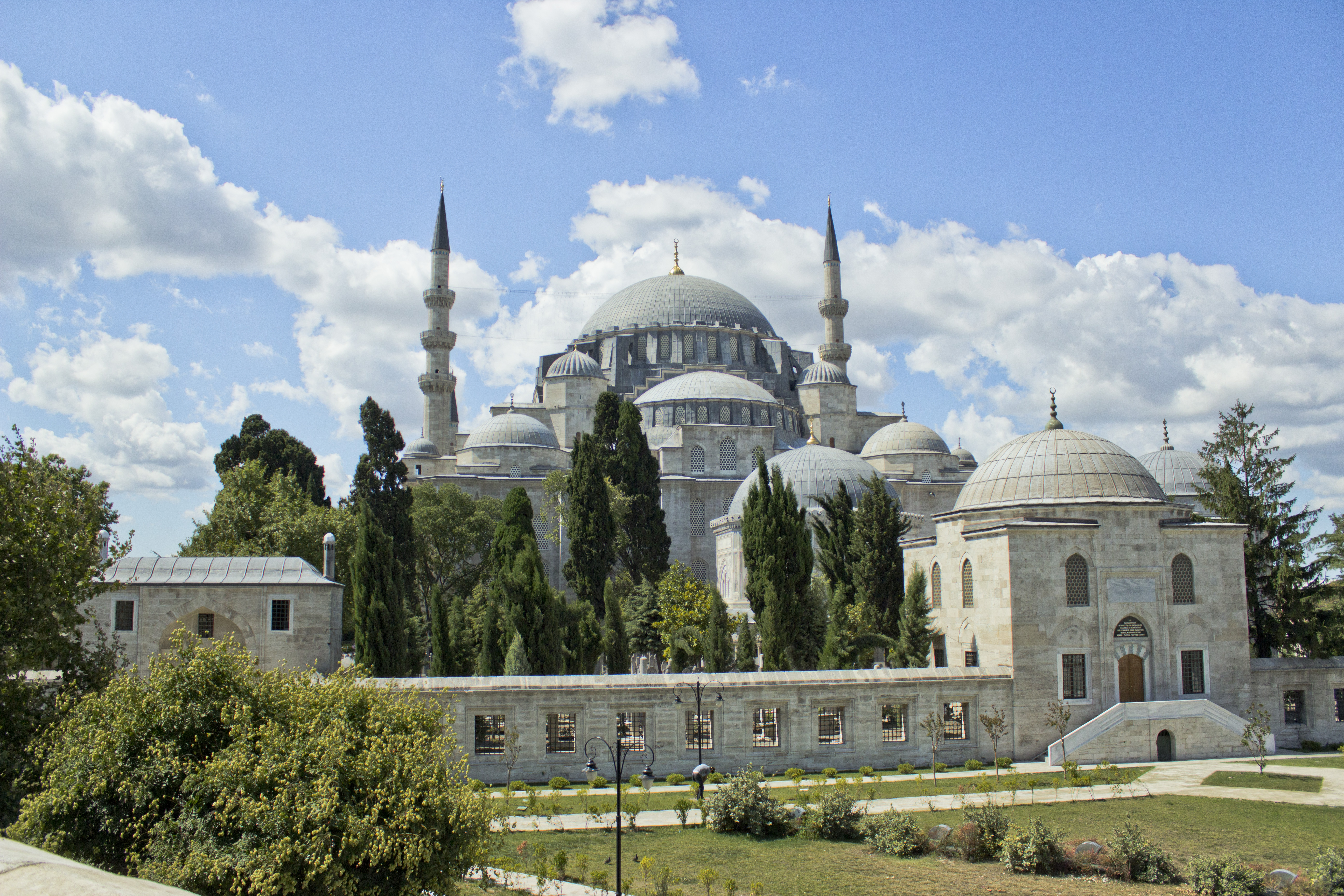
Мечеть Сулейманіє, Стамбул
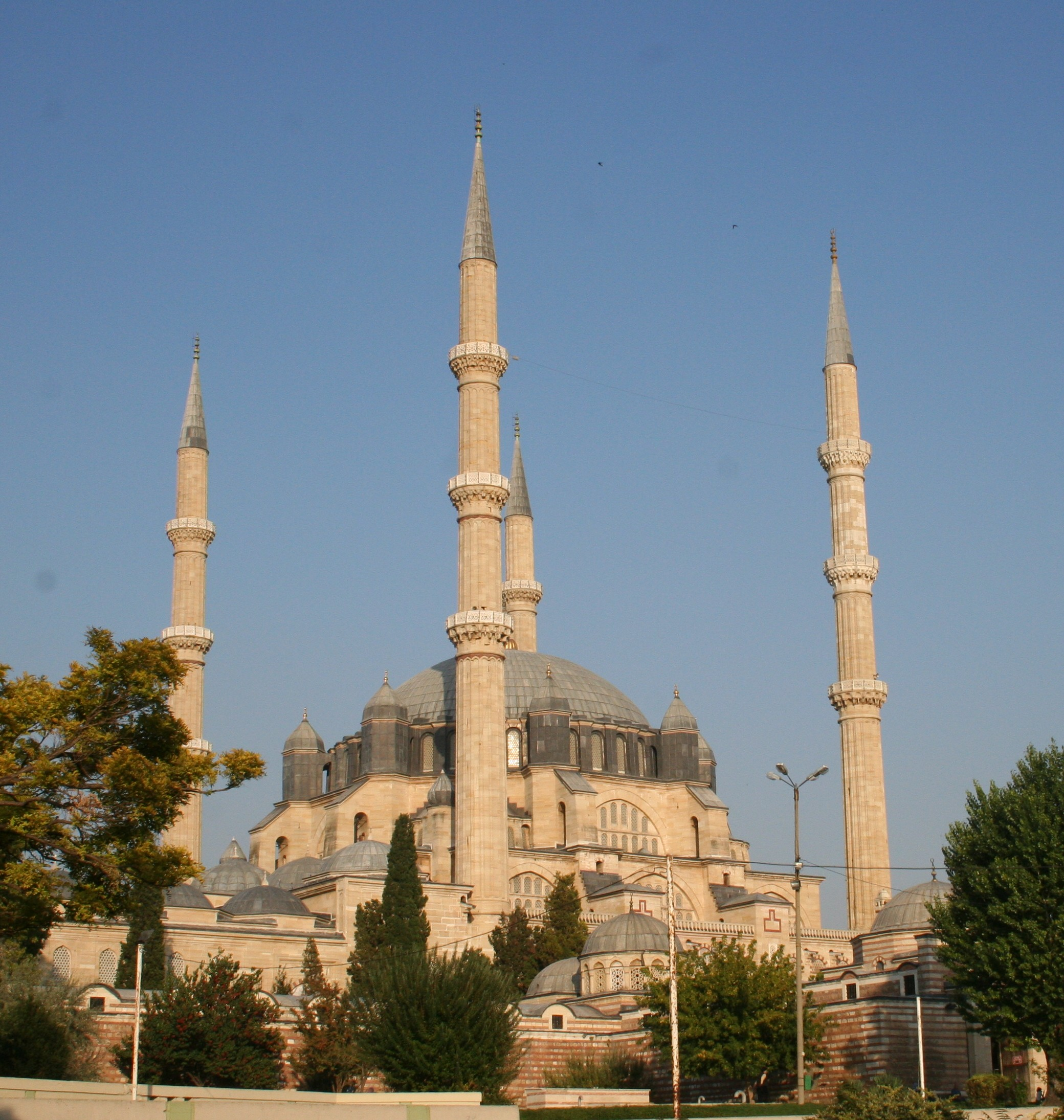
Мечеть Селіміє — видатне творіння османського архітектора Сінана

## Факти
- Найважливішими у житті будь-якого мусульманина є три головні святині: Мечеть Аль-Харам в м. Мецці, мечеть Пророка в м. Медині, Саудівська Аравія та Мечеть Аль-Акса в Єрусалимі, Палестина.
- Найбільша мечеть Стамбула (Туреччина), здатна вмістити до 5 тис. віруючих одночасно, Сулейманіє, було збудовано в XVI ст. за наказом султана Сулеймана I Пишного. Саме на подвір'ї мечеті у спеціальних мавзолеях було поховано тіла правителя та його дружини Роксолани.
- Мечеть шейха Заїда, також відома серед місцевого населення, як Грандіозна мечеть, здається «всесвітньо об'єднуючим» орієнтиром, починаючи від концепції будівництва, збору найкращих дизайнерів, характеристик, матеріалів і постачальників практично з будь-якої точки світу — Італія, Німеччина, Марокко, Індія, Туреччина, Іран, Китай, Греція та ОАЕ.

## Виноски
1. ↑  Історична топонімія Криму: Автореф. дис… д-ра філол. наук : 10.02.13 / В. А. Бушаков; НАН України. Ін-т сходознав. ім. А.Кримського. — К., 2005. — 36 c. — укр.
2. ↑  Структурно-методологічні проблеми укладання аксіологічного словника турецької мови / О. І. Прима // Мовні і концептуальні картини світу. — 2013. — Вип. 43(3). — С. 280—286. — Режим доступу: http://nbuv.gov.ua/UJRN/Mikks_2013_43%283%29__41
3. 1 2 3 4  Kendra Weisbin, "Introduction to mosque architecture, " in Smarthistory, August 8, 2015, accessed May 27, 2019, https://smarthistory.org/introduction-to-mosque-architecture/ [Архівовано 13 квітня 2019 у Wayback Machine.]
4. 1 2 3 4 5  Awad, Jihad Abdullatif (1989). Islamic Souqs (Bazaars) in the Urban Context: the Souq of Nablus [Ісламські суки (базари) в міському контексті: сук Наблусу] (PDF) (англ.) . Університет штату Канзас. с. 34—35, 169. Архів (PDF) оригіналу за 27 травня 2019. Процитовано 9 червня 2019.
5. 1 2  Якубович, Михайло (2016). Іслам в Україні: історія і сучасність. Бібліотека ісламознавства. Вінниця: ТОВ «Нілан-ЛТД». с. 240. ISBN 978-966-924-218-1.